# Le Haillan
Le Haillan là một xã thuộc tỉnh Gironde trong vùng Aquitaine tây nam nước Pháp.

## Xã kết nghĩa
- Colindres, Tây Ban Nha
- Kalampaka, Hy Lạp